# Cyrtodactylus oldhami
Espèce
Synonymes
- Gymnodactylus oldhami Theobald, 1876

Cyrtodactylus oldhami est une espèce de geckos de la famille des Gekkonidae.

## Répartition
Cette espèce se rencontre dans la région de Tanintharyi en Birmanie et dans les provinces de Chumpon, de Nakhon Si Thammarat et de Phetchaburi en Thaïlande.

## Étymologie
Cette espèce est nommée en l'honneur de Richard Oldham (1837–1864).

## Publication originale
- Theobald, 1876 : Descriptive catalogue of the reptiles of British India. p. 1-238 (texte intégral).